# Mike Beedle

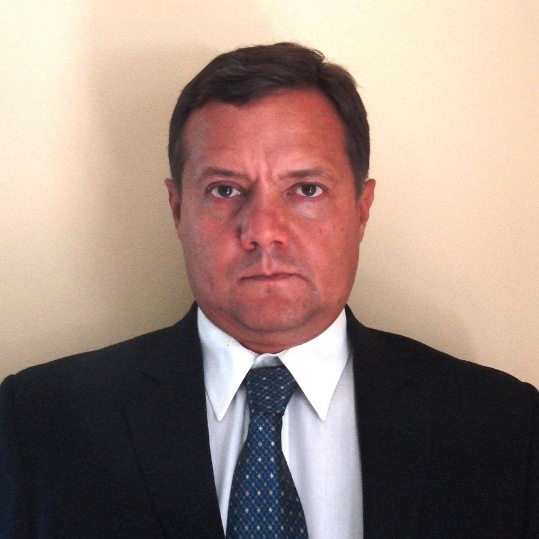
Mike Beedle

Mike (Miguel) Beedle (* 11. Oktober 1962; † 23. März 2018 in Chicago) war ein amerikanischer theoretischer Physiker und Softwareentwickler.

## Leben
Nachdem Scrum auf der OOPSLA 1995 durch Jeff Sutherland und Ken Schwaber vorgestellt wurde, gehörte Mike Beedle zu den ersten Scrum-Anwendern. 2001 war er Co-Autor des Agilen Manifestes und schlug dort für die leichtgewichtige Softwareentwicklung den Namen „Agile“ vor. 2002 veröffentlichte er zusammen mit Ken Schwaber das erste Buch über Scrum.
Später prägte er den Begriff „Enterprise Scrum“, entwickelte seine Ideen zu einem Canvases-basierten Ansatz und förderte Enterprise Scrum als Rahmen für die Skalierung der Praktiken und Vorteile von Scrum in ganzen Organisationen.
Beedle wurde am 23. März 2018 bei einem Messerangriff in Chicago tödlich verletzt.

## Veröffentlichungen
- mit Ken Schwaber: Agile Software Development with Scrum. Prentice Hall, Upper Saddle River 2002, ISBN 0-13-067634-9.